# 1912 na Venezuela
Esta é uma cronologia dos principais fatos ocorridos no ano de 1912 na Venezuela.

## Eventos

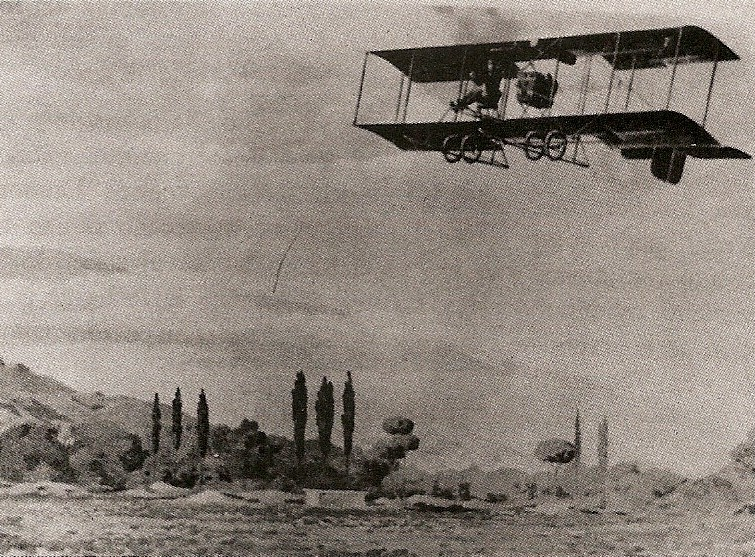
29 de setembro: Frank Boland realiza o primeiro voo na Venezuela.

- 29 de setembro:

## Arte
- Fin de la jornada, de Emilio Boggio.
- Chamiceras, de Pablo Wenceslao Hernández.

## Livros
- Román Delgado Chalbaud: , por mi causa y por mi nombre.[1]
- Pedro César Dominici: Dionysos.[2]
- José Gregorio Hernández: Elementos de filosofía.[3]
- Alfredo Jahn: La cordillera venezolana de los Andes.[4]